# Campeonato Pernambucano de Futebol Feminino de 2021
O Campeonato Pernambucano de Futebol Feminino de 2021, foi a 19.ª edição da principal competição do futebol feminino pernambucano. A competição contaria com a participação de cinco equipes e deveria ser realizada entres os dias 19 de setembro e 21 de novembro mas, a equipe do Sete de Setembro, desistiu antes da competição acontecer, fechando a participação com quatro clubes e com inicio adiado para o dia 3 de outubro. Com a competição em andamento houve outra desistência, nas disputas pelas semifinais, a equipe do Ferroviário do Cabo também manifestou sua desistência na competição, dando vitória por W.O para o Sport.
O título foi decidido entre as três equipes restantes. O Íbis enfrentou o Náutico na outra semifinal, o que resultou na vitória do timbu, que enfrentaria as leoas na grande final. A final da competição foi decidida em jogo único, entre as equipes de Náutico e do Sport. As s alvirrubras venceram de virada as leoas da ilha pelo placar de 2 a 1, garantindo seu quarto título e seus segundo bicampeonato na competição (última vez, havia sido em 2005 e 2006).

## Regulamento
O Campeonato Pernambucano de Futebol Feminino de 2021 será realizado em três fases distintas:
- Na primeira fase, as cinco equipes serão divididas em um grupo único que se enfrentarão em turnos de ida e volta entre si, sendo que as quatro melhores avançaram para às semifinais.
- Na segunda fase, os duelos se tornaram eliminatórios até a decisão, as partidas serão decididas em jogo único na Arena de Pernambuco. O vencedor da competição ganhará uma vaga na Série A3 de 2022.[8]

### Critérios de desempate
O desempate entre duas ou mais equipes na primeira fase seguiu a ordem definida abaixo:
1. Número de vitórias
2. Saldo de gols
3. Gols marcados
4. Menor número de cartões vermelhos recebidos
5. Menor número de cartões amarelos recebidos
6. Sorteio

## Participantes
| Equipe              | Cidade                  | Em 2020  | Estádio (mando)  | Capacidade | Títulos            |
| ------------------- | ----------------------- | -------- | ---------------- | ---------- | ------------------ |
| Ferroviário do Cabo | Cabo de Santo Agostinho | 3° lugar | Arena Pontezinha | —          | 0 (não possui)     |
| Íbis                | Paulista                | 4° lugar | Ademir Cunha     | 12 000     | 0 (não possui)     |
| Náutico             | Recife                  | 1° lugar | Aflitos          | 20 000     | 3 (último em 2020) |
| Sport               | Recife                  | 2° lugar | Ilha do Retiro   | 26 418     | 7 (ultimo em 2018) |

## Primeira Fase
Atualizado em 7 de novembro de 2021.

### Confrontos
|                     | FER     | IBI  | NAU     | SPO  |
| ------------------- | ------- | ---- | ------- | ---- |
| Ferroviário do Cabo | —       | 0–5  | 0–3[wo] | 0–13 |
| Íbis                | 3–0     | —    | 0–1     | 1–12 |
| Náutico             | 3–0[wo] |      | —       | 0–2  |
| Sport               |         | 13–1 | 2–0     | —    |

|  |                     |  |        |  |                      |
|  | Vitória do Mandante |  | Empate |  | Vitória do Visitante |

- W.O. ^  O time do Ferroviário do Cabo não compareceu a partida e o Náutico foi declarado vencedor da partida por 3–0.
- FER ^  O Ferroviário optou por desistir do campeonato, saindo da disputa das semifinais. Dessa forma, o Sport já tem vaga garantida na final do estadual.[11]

## Fase final
Em negrito, os clubes classificados
|  | Semifinal 14 de novembro | Semifinal 14 de novembro |   |  | Final 21 de novembro | Final 21 de novembro |  |
|  |                          |                          |   |  |                      |                      |  |
|  |                          |                          |   |  |                      |                      |  |
|  | Sport                    |                          |   |  |                      |                      |  |
|  | Ferroviário do Cabo      |                          |   |  |                      |                      |  |
|  |                          |                          |   |  |                      |                      |  |
|  |                          |                          |   |  |                      |                      |  |
|  |                          |                          |   |  | Sport                | 1                    |  |
|  |                          | Náutico                  | 2 |  |                      |                      |  |
|  |                          |                          |   |  |                      |                      |  |
|  |                          |                          |   |  |                      |                      |  |
|  |                          |                          |   |  |                      |                      |  |
|  |                          |                          |   |  |                      |                      |  |
|  | Náutico                  | 8                        |   |  |                      |                      |  |
|  | Íbis                     | 0                        |   |  |                      |                      |  |

### Final
| 21 de novembro | Sport          | 1 – 2  | Náutico               | Ilha do Retiro, Recife                   |
| 15:00 (UTC−3)  | Lindinalva 40' | Súnula | 54' Popo · 88' Ingrid | Árbitro: PE Deborah Cecilia Cruz Correia |